# Zamek Bentheim
Zamek Bentheim (niem. Burg Bentheim) – wczesnośredniowieczny zamek położony w mieście Bad Bentheim w Dolnej Saksonii w Niemczech będący siedzibą rodu szlacheckiego Bentheim-Steinfurt.

## Położenie
Zamek znajduje się na wysokości 91,9 m n.p.m. w centrum miasta Bad Bentheim w powiecie Grafschaft Bentheim w kraju związkowym Dolna Saksonia Republiki Federalnej Niemiec. Jest oddalony o około 8 kilometrów od granicy niemiecko-holenderskiej.

## Historia
Pierwsze udokumentowane wzmianki na temat zamku pojawiły się w 1020 roku. Od XV wieku w posiadaniu grafów von Bentheim, których potomkowie mieszkają w nim do dziś. Po wojnie trzydziestoletniej zamkowe obwarowania zaczęły tracić swoje znaczenie militarne i zamiast tego budowla służyła m.in. jako sąd i więzienie. Kiedy po zakończeniu wojen napoleońskich tereny dzisiejszego Grafschaft Bentheim trafiły w granice Królestwa Hanoweru, tutejszy graf Ludwig otrzymał tytuł książęcy. W połowie XIX wieku ruszyła powolna odbudowa ze zniszczeń poniesionych w minionych konfliktach zbrojnych. W latach 1883–1912 część mieszkalną przebudowano w stylu neogotyckim na reprezentatywną rezydencję dla panującego księcia zu Bentheim und Steinfurt. Dalsze prace restauracyjne zatrzymał wybuch I wojny światowej w 1914 roku.

## Zamek Bentheim współcześnie
Obiekt jest obecnie udostępniany w celach turystycznych. Ze zwiedzania wyłączone są tylko pywatne pomieszczenia zajmowane przez rodzinę książęcą. Zobaczyć można m.in. gotycką kaplicę, muzeum zlokalizowane w dawnej stajni, zamkowe wieże oraz wnętrza palatium, w tym: bibliotekę, salę rycerską i komnatę sypialną w stylu rokoko. W historycznym wnętrzu zamku można zorganizować sesję zdjęciową, a nawet się pobraċ. Dodatkowo zobaczyć można również kolekcję powozów, a co roku w maju w przyległym parku zamkowym odbywa się turniej rycerski.